# 動翼

動翼説明図

動翼（どうよく、操縦翼面、英: moving surface, flight control surface）は、航空機の構成要素の一種。補助翼・方向舵・昇降舵などの主操縦翼面（いわゆる舵面）に加え、フラップ・スポイラー・エアブレーキなどの二次操縦翼面を含めた可動する平板状装置全般を指すことが多い。ただし回転翼（プロペラ、ローター）は動翼とは呼ばれない。
ほかに、ミサイルやロケットなどの可動する翼面も動翼と呼ばれる。
動翼に対して、可動しない平板状構造（主翼を除く）は安定板と呼ばれる。
また、ターボファンエンジンなどのガスタービンエンジンでは、回転部分に使用されるタービン・ブレードなどを動翼、ステーター・ベーンやノズルなどの静止部分に使われる翼を静翼と呼ぶことが多い。

ボーイング727の動翼

## 種類

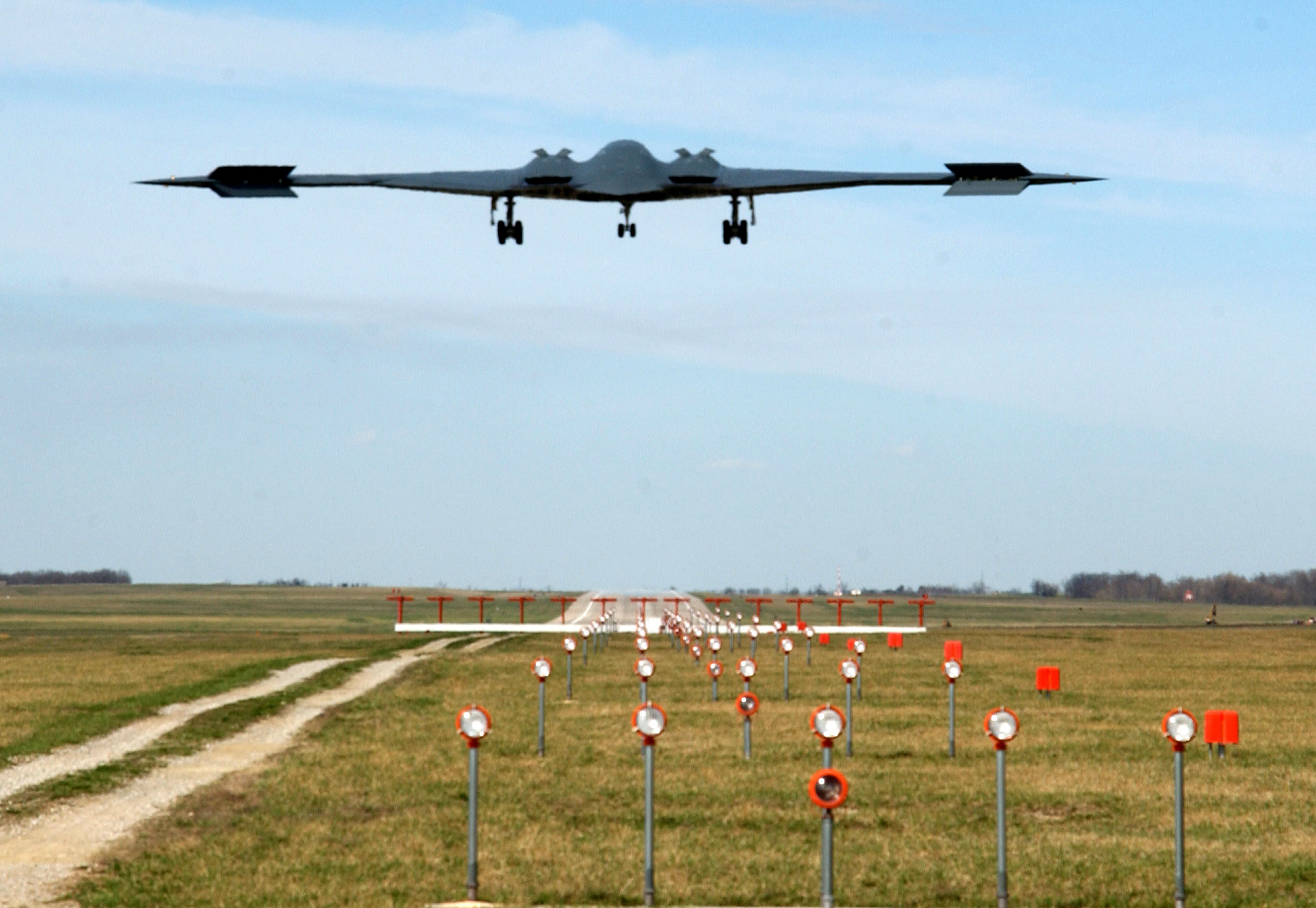
後方から見た着陸態勢のB-2 スピリット ステルス爆撃機。両翼端のドラッグ・ラダー（スプリット・ラダー）が開いている

主操縦翼面 (primary control surfaces)
- ローリング - 補助翼（aileron）
- ピッチング - 昇降舵（elevator）、スタビレーター、カナード
- ヨーイング - 方向舵（rudder）

二次操縦翼面 (secondary control surfaces)
- タブ（トリムタブなど。固定タブを除く）
- フラップ、スラット
- スポイラー、ドラッグ・ラダー（スプリット・ラダー）
- エアブレーキ

2役
- エレボン(elevon) = エレベータ (elevator) + エルロン (aileron)：無尾翼機で採用。
- フラッペロン (flaperon) = フラップ (flap) + エルロン (aileron)
- スポイレロン (spoileron) = スポイラー (spoiler) + エルロン (aileron)
- テイルロン (taileron) = テイル（tail) + エルロン (aileron)：テイルとは水平尾翼を指す。
- ラダーベーター (ruddervator) = ラダー (rudder) + エレベーター (elevator)：V字尾翼機で採用。